# Guðmundur Arason
Guðmundur Arason,   Guðmundur góði Arason (ur. 1161, zm. 16 marca 1237) – islandzki duchowny katolicki. Biskup Hólaru w latach 1203-1237. Najbardziej wpływowy duchowny  na wyspie na przełomie XII i XIII wieku, biorący udział w zwiększaniu znaczenia Kościoła katolickiego. Z powodu swojej szczodrości znany także jako Guðmundur góði (Guðmundur dobry). Obok św. Torlaka i Jana Ögmundssona jeden z głównych patronów Islandii.

## Życiorys

### Młodość i kapłaństwo
Guðmundur urodził się w 1161 roku w Grjótá w dolinie Hörgárdalur jako nieślubne dziecko Úlfhildur Gunnarsdóttir. Został oddany na wychowanie swojemu wujowi Guðmundarowi, który często go bił. Około 1180 roku postanowił opuścić wyspę, ale jego statek zatonął w pobliżu półwyspu Hornstrandir. Guðmundur cudownie ocalały z katastrofy wrócił do Hörgárdalur. Przypisując te wydarzenia Bogu, stał się człowiekiem bardzo pobożnym i prowadził ascetyczny żywot. Około pięć lat później, w wieku 24 lat, przyjął święcenia kapłańskie. Jako duchowny pełnił posługę w wielu miejscach na wyspie i dużo podróżował. Wielokrotnie dawał świadectwo swojej głębokiej wiary, szczodrości i dobroci. Z czasem na wyspie zrodziły się plotki o cudownych uzdrowieniach dokonanych przez Guðmundura. W początkowych latach swojego kapłaństwa nie był zainteresowany umocnieniem roli Kościoła na Islandii. W kolejnych latach został domowym kapłanem wpływowego wodza klanu Ásbirningar Kolbeinna Tumasona. Stał się jednym z najbardziej znanych duchownych w kraju, a dzięki poparciu Tumasona w 1203 przyjął sakrę biskupią i obiął biskupstwo w Hólarze.

### Biskup Hólaru
Jako biskup Guðmundur kontynuował pracę poprzedników. Dążył do zachowania struktury władzy w Kościele i uniezależnienia od lokalnych władców. Był także przekonany, że bogactwo psuje Kościół, dlatego często obdarowywał miejscową ludność, sprowadził do biskupstwa wielu zubożałych krewnych i rozdawał majątki, co powodowało niezadowolenie lokalnych wodzów. W kolejnych latach konflikt umacniał się coraz bardziej. Guðmundur sprawował sądy nad podległymi mu kapłanami, dając wyraz, że duchowni nie powinni podlegać prawu krajowemu. 

### Konflikt z wodzami
w 1205 roku Kolbeinn Tumason zarzucił biskupowi, że ten nie oddał mu pieniędzy, ale zgodnie z prawem kościelnym były to sprawy wyłącznej jurysdykcji kościelnej. Trzy lata później Tumason ze swoimi ludźmi wyruszył do Hólaru, aby wykonać wyrok na Guðmundurze za rzekome obcowanie z kobietą. Zwolennicy klanu Ásbirningar i biskupa starli się ze sobą pod Víðines. Kolbeinn Tumason został śmiertelnie ranny, na łożu śmierci napisał najsłynniejszy islandzki hymn „Heyr himna smiður“, w którym prosił Boga o przebaczenie. Mimo zwycięstwa, sytuacja w regionie była napięta i do 1209 Guðmundur został zmuszony do ucieczki z Hólaru. W 1214 roku udał się do Norwegii na polecenie tamtejszego arcybiskupa. Po czterech latach powrócił na Islandię. Poprzez działalność charytatywną ponownie zjednał sobie lokalnych mieszkańców. W niedługim czasie do Hólaru wraz ze swoimi ludźmi przybył Arnór Tumason, nowy wódz klanu Ásbirningar, brat Kolbeinna, który łatwo rozproszył zubożałych mieszkańców regionu, a biskupa pojmał w niewolę. Rok później został wypuszczony na wolność i wraz z kilkoma wiernymi udał się w pielgrzymkę po wyspie. W 1221 Arnór Tumason zmarł, a władzę w regionie Skagafjörður zdobył Tumi Sighvatsson, który uznał Hólar za swoje ziemie. W 1221 Sighvatsson wraz ze swoimi ludźmi przebywał w miasteczku na wyspie Málmey, gdzie został zamordowany przez zwolenników Guðmundura. Biskup uciekł na wyspę Grímsey, gdzie został pojmany i wysłany do arcybiskupa Norwegii. Ten nie wiedząc co uczynić z problematycznym duchowym wysłał list do papieża Honoriusza III. Z zachowanej odpowiedzi zachował się fragment brzmiący po islandzku „Vilji hann víkja, þá víki hann“ (Jeśli chce odejść, niech odejdzie), co zostało odczytane jako życzenie ustąpienia Guðmundura ze stanowiska, ale papież nie chciał go do tego zmusić.

### Powrót do kraju i śmierć

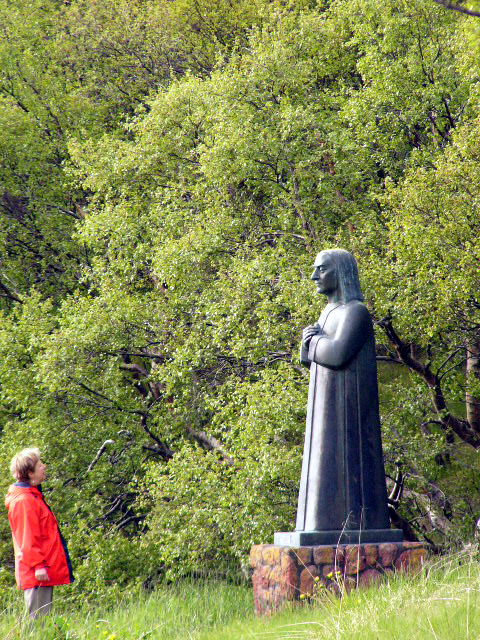
Pomnik biskupa w Hólarze

W 1226 roku powrócił na Islandię, ale nie odegrał już żadnej istotnej roli. W ostatnich latach życia zaczął stopniowo ślepnąć i szukając spokoju, osiadł na stałe w Hólarze, gdzie zmarł w 1237 roku w wieku 76 lat.

## Kult
Po śmierci Guðmundura jego konflikty z wodzami szybko zniknęły z pamięci mieszkańców wyspy, a do dziś jest zapamiętany przez pryzmat wielkiej pobożności, szczodrości, a także jako sprawca cudownych uzdrowień. Jest uważany za narodowego świętego Islandii, choć Kościół Katolicki nie uznał jego świętości do dziś. Mimo dążenia zwolenników biskupa do kanonizacji nie doszło, głównie przez brak kosztownego zezwolenia papieskiego.